# Balzana Gozzadini
Balzana Gozzadini, död efter 1343, var regent i Tetrarkin Negroponte på Euboea för sin son Giovanni dalle Carceri. 
Hon gifte sig med Pietro dalle Carceri. Hennes make avled 1340 och efterträddes av deras son, som var minderårig, och Balzana blev därför regent under hans minderårighet. Hon lät 1343 utrusta en gallär och uppföra fort på Euboia som effektivt skyddade ön mot osmanerna de följande åren.